# 1692 Subbotina
1692 Subbotina (1936 QD) là một tiểu hành tinh vành đai chính được phát hiện ngày 16 tháng 8 năm 1936 bởi G. Neujmin ở Simeis.